# 莫斯 (加利福尼亞州蒙特雷縣)
莫斯（英語：Moss）是位於美國加利福尼亞州蒙特雷縣的一個非建制地區。該地的面積和人口皆未知。

## 地理
莫斯的座標為36°47′55″N 121°47′10″W / 36.79861°N 121.78611°W，而該地的平均海拔高度為1米（即3英尺）。